# استیو مک‌منمن
استیو مک‌مَنَمَن (به انگلیسی: Steve Mcmanaman) (زاده ۱۱ فوریه ۱۹۷۲)، بازیکن بازنشسته انگلیسی است که در پست وینگر بازی می‌کرد. مک‌منمن اکثر دوران فوتبال خود را در دو باشگاه لیورپول و رئال مادرید سپری کرد و روزهای آخر فوتبالش را در باشگاه منچستر سیتی گذراند.